# Peperomia lagunaensis
Peperomia lagunaensis är en pepparväxtart som beskrevs av C. Dc.. Peperomia lagunaensis ingår i släktet peperomior, och familjen pepparväxter. Inga underarter finns listade i Catalogue of Life.